# 趙一載
趙 一載（チョ・イルジェ、朝鮮語: 조일재、1920年2月28日 - 1965年9月19日）は、大韓民国の政治家。第4・5代韓国国会議員。

## 経歴
日本統治時代の慶尚南道東萊郡（現・釜山広域市東萊区一帯）出身。中央大学法科中退あるいは卒業。 日本留学中に三星党組織事件により7回も検挙され、拷問を受けた。光復後は亡くなった李奉昌、尹奉吉、白貞基の遺骨を本国に奉安する使命で帰国し、申翼熙と会った後に民主国民党の発起人を務めた。同党中央執行委員および慶尚南道党企画部長・組織部長・青年指導部長を経て、民主党発起人・中央委員・釜山西区党委員長・政策委員、国会国防委員を務めた。
1965年1月に民主党院外政策委員に選出されたが、同年9月19日に持病により自宅で死去した。